# 田郷虎雄
田郷 虎雄（たごう とらお、1901年5月25日 - 1950年7月12日）は、長崎県出身の小説家、劇作家。
長崎県平戸町長・田郷直礼の次男。父が早世し、長崎師範学校卒業後、佐世保市の小学校に勤務。1927年上京。31年戯曲『印度』が『改造』の懸賞に当選。戦時中は翼賛会小説を書き、戦後は少女小説を書いた。
2015年のNHK大河ドラマ『花燃ゆ』の主人公・楫取美和子を描いた唯一の小説作品である『久坂玄瑞の妻 涙袖帖』を書いており、放映開始直前の2014年11月に河出書房新社によって初めて同作品が文庫化された。

## 著書
- 『螟蛉子 戯曲集』洛陽書院 開拓文芸選書 1940
- 『亜細亜の柱』誠文堂新光社 1941
- 『理恵子の手帖』実業之日本社 1941
- 『愛』翼賛出版協会 1942
- 『けんすけ物語』岡友彦絵 翼賛出版協会 1943
- 『標木』翼賛出版協会 1943
- 『久坂玄瑞の妻 涙袖帖』翼賛出版会、1943。復刊：河出文庫、中経出版、各2014
- 『芙蓉』翼賛出版協会 農村建設文学叢書　1944
- 『嵐をくぐって来た女』日本出版社 日本文学選集　1946
- 『雲雀の唄』中原淳一絵 新少国民社 1948
- 『傷める花』高木清絵 偕成社 1949
- 『美しき道』伊藤悌三絵 田園社 1949
- 『歸れ白鳩』東和社 1949
- 『悲しき花園』辰巳まさ江絵 妙義出版社 1949
- 『心の花束』唄野蛾生絵 むさし書房 1949
- 『白百合日記』渡辺郁子絵 妙義出版社 1949
- 『母子草』辰巳まさ江絵 偕成社　1949
- 『春のしらべ』渡辺郁子絵 偕成社 1949
- 『若草日記』東和社 1949
- 『学校劇のあり方』童話春秋社 中学生の文芸教室 1950
- 『永遠に変らじ』宮田たず子絵 偕成社 1950

## 注
1. ↑  『近代日本文学大事典』1984年
2. ↑  現在のところ田郷の作品の文庫化はこの小説が唯一となっている。なお『久坂玄瑞の妻』は『花燃ゆ』の原作ではない。